# الموقع (مذيخرة)

تعديل مصدري - تعديل

الموقع محلة تابعة لمنطق راوات، التابعة لعزلة الاشعوب بمديرية مذيخرة إحدى مديريات محافظة إب في الجمهورية اليمنية، بلغ تعداد سكانها 110 حسب تعداد اليمن لعام 2004. 
إن ما يميّز راوات هو وجود الماء فيها والعيون؛ فتظل المنطقه في خضرة دائمة.   
إضافه لما تحتوي على الماء تتميز  بتربة خصبه  متنوعه فتنوعت فيها المحاصيل من الفواكه والحبوب والخضروات وموارد هامة مثل البن الذي يشكل اكثر نسبة في هذه المحاصيل ويصدر سنوياً الى بقيه المناطق والبلدان    
من المحاصيل الزراعية :
البن   
المانجو   
التين الشوكي    
الرمان    
الموز    
الزيتون    
التين السوداني    
الذرة    
الفاصوليا    
الجزر الأبيض